# Astrid di Norvegia
Astrid di Norvegia (nome completo in norvegese Astrid Maud Ingeborg; Oslo, 12 febbraio 1932) è una principessa norvegese.

## Biografia

### Nascita e onomastica

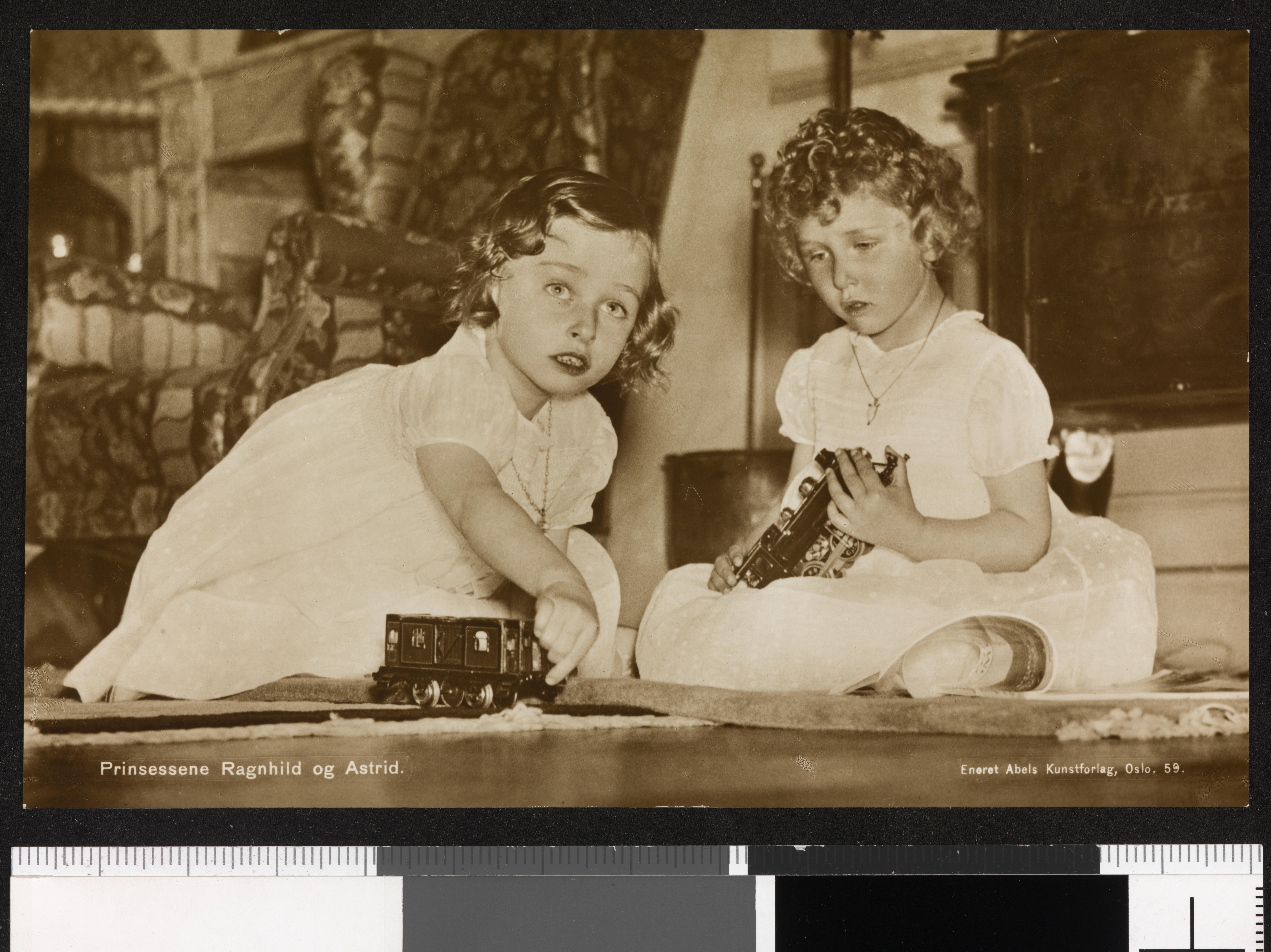
Astrid, a destra, con la sorella Ragnhild nel 1935

La principessa Astrid è nata a Villa Solbakken, nel quartiere ansloense di Skøyen, come secondogenita di Olav e di Marta di Svezia. Alla sua nascita una costa della Terra della Regina Maud fu intitolata in suo onore "Costa della Principessa Astrid". I suoi nomi furono annunciati dal nonno Haakon VII in una riunione di gabinetto straordinario:
- Astrid, in onore della zia materna;
- Maud, in onore della nonna paterna;
- Ingeborg, in onore della nonna materna.

### Infanzia
Trascorse i primi anni della sua infanzia a Skaugum e crebbe con la passione per gli animali, specie per i cani. All'età di due anni ricevette un setter irlandese, da lei chiamato Vimsa, dallo zio Axel.
Ancora bambina, il 9 aprile 1940, dovette fuggire dalla Norvegia con la madre, la sorella Raghnild e il fratello Harald, per via dell'invasione tedesca. I quattro si diressero al confine con la Svezia, per poi, qualche mese dopo, raggiungere in nave gli Stati Uniti d'America, mentre il principe Olav risiedeva a Londra con il re. Così Astrid visse a Washington fino al 1945, quando la fine della guerra consentì a lei e ai famigliari di rimpatriare.

### Educazione
Ricevette un'istruzione privata presso la residenza di Skaugum e in seguito, nel dopoguerra, condusse gli studi superiori alla Nissen Pikeskole di Oslo.

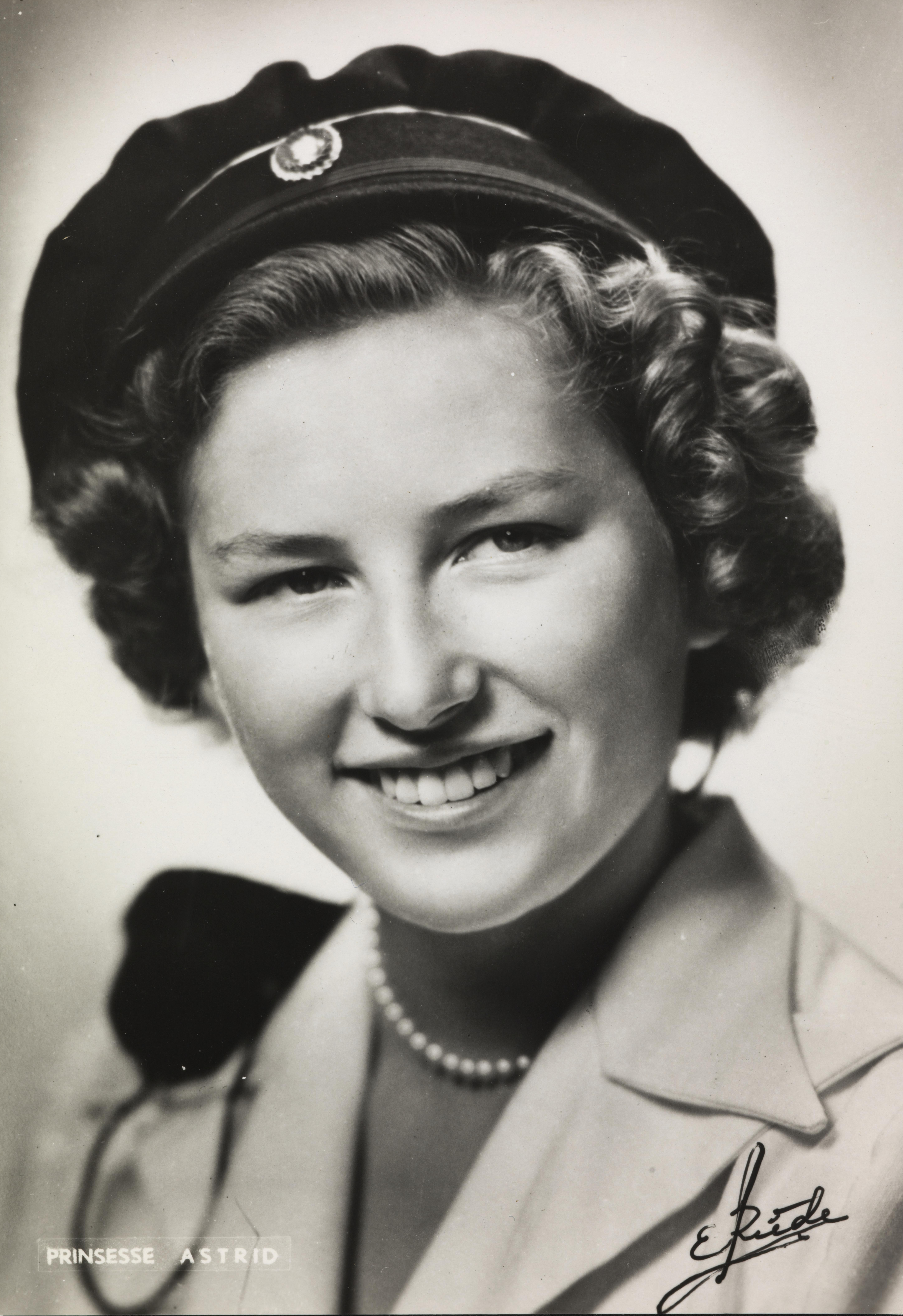
Astrid di Norvegia nel 1950

Nel 1950 tenne l'exam artium, al quale succedettero due anni di studi di economia sociale e di storia della politica all'Università di Oxford. In seguito frequentò una scuola di cucina con la sorella, al collegio privato di economia domestica di Louise "Lolly" Ræstad, tanto che in quegli anni l'istituto fu conosciuto a livello popolare come "prinsesseskolen".
Coltivando i suoi lati artistici, studiò sartoria alla Märthaskolen e fu apprendista nel laboratorio di ceramica di Halvor Sandø a Røa.

### First lady
Dalla morte della madre, nel 1954, fino al matrimonio di suo fratello nel 1968, la principessa Astrid fu la "first lady" norvegese, accompagnando il nonno vedovo, il padre e il fratello alle visite di Stato, ma anche alle celebrazioni che si svolgevano nel Regno.

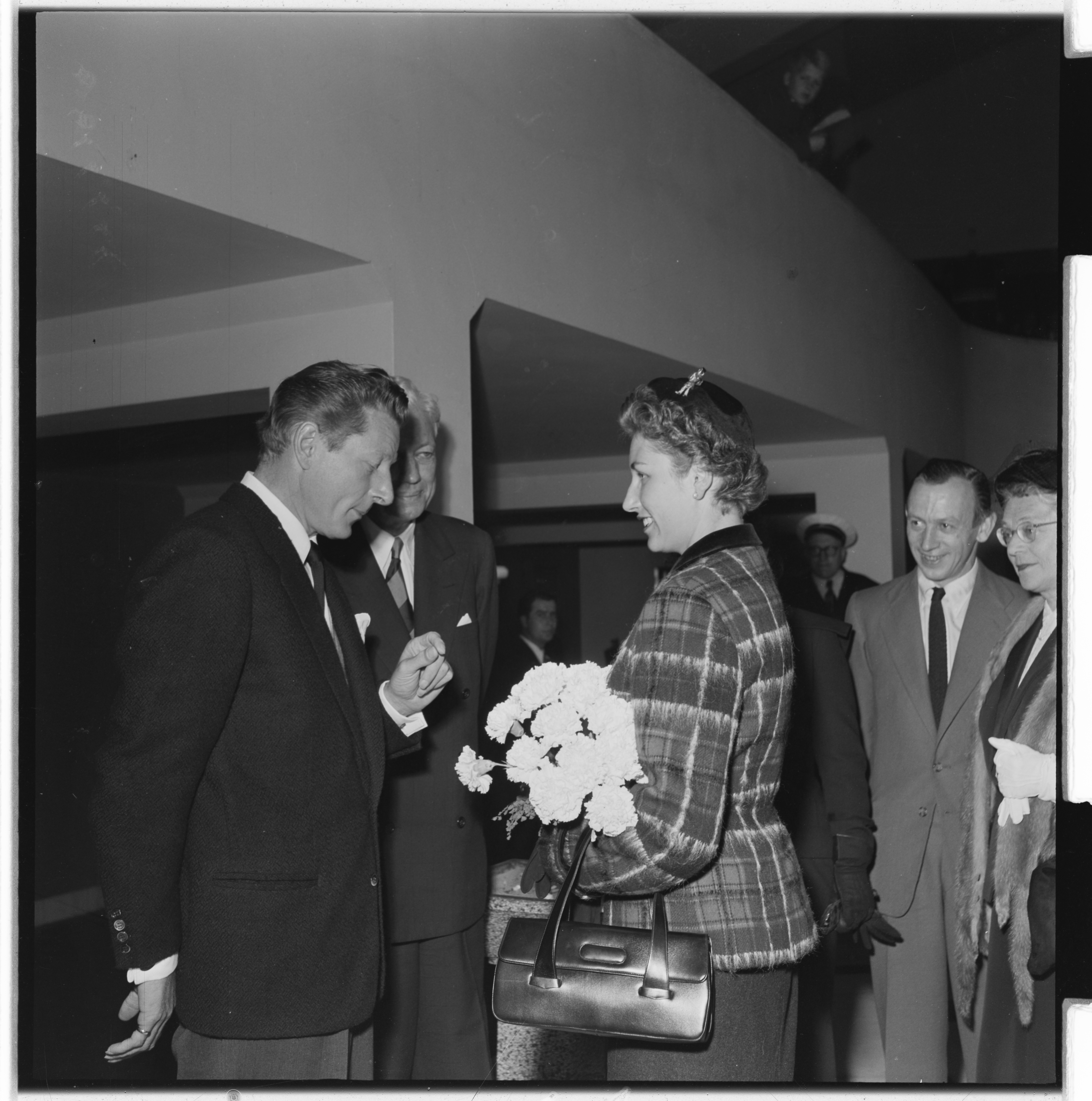
Astrid con Danny Kaye nel 1955

Si impegnò anche nella partecipazione a diversi bazar per il raccoglimento di fondi da devolvere alle organizzazioni filantropiche femminili. Le venne affidata la conduzione del Fondo commemorativo della principessa ereditaria Marta, di cui è oggi presidentessa. Per questo specifico periodo della sua vita, in occasione del suo 70⁰ compleanno, le venne assegnata una pensione onoraria nel 2002.

### Matrimonio

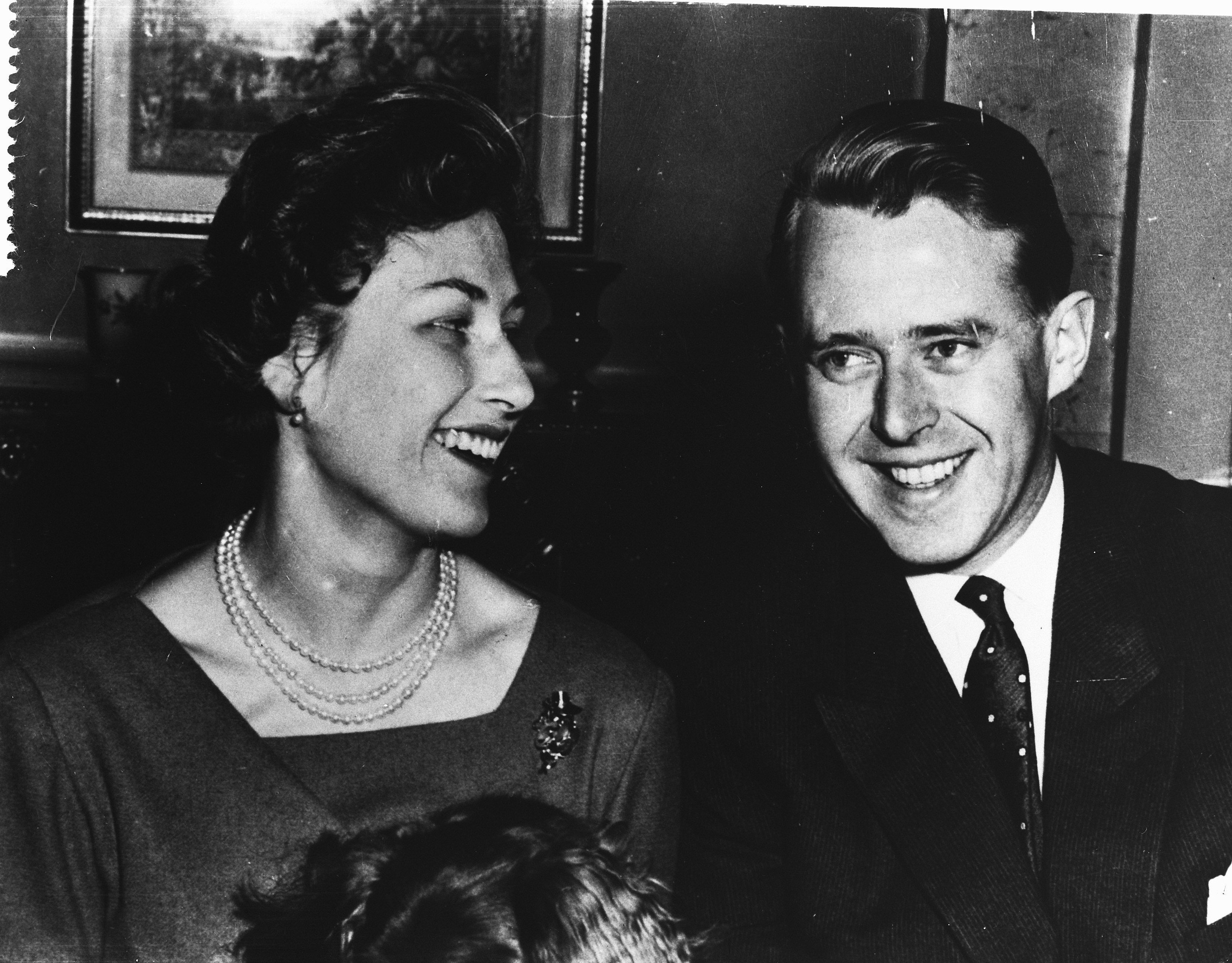
Astrid e il marito in una fotografia scattata il giorno prima delle nozze

Nel 1960 si fidanzò con il marinaio Johan Martin Ferner (1927-2015), suscitando alcune polemiche in quanto Ferner usciva da un primo matrimonio finito con il divorzio. Si sposarono nella chiesa di Asker il 12 gennaio 1961 e, secondo la decisione del padre, Astrid adottò il cognome del marito nella sua titolatura.

### Attività, interessi e diritti di successione
In linea con le organizzazioni che patrocina, la principessa Astrid è coinvolta in attività di inclusione, in particolare per chi soffre di disturbi dello sviluppo. È impegnata nella collaborazione con l'Associazione norvegese per la dislessia, essendo lei stessa dislessica.
Appassionata di sport, presenzia in particolar modo agli eventi sciistici che si tengono a Holmenkollen ed è perciò stata insignita del primo Holmenkollski d'oro. È stata attiva come ceramista, avendo posseduto un laboratorio personale, e nella pittura su porcellana. Risiede nel quartiere Slemdal di Oslo.

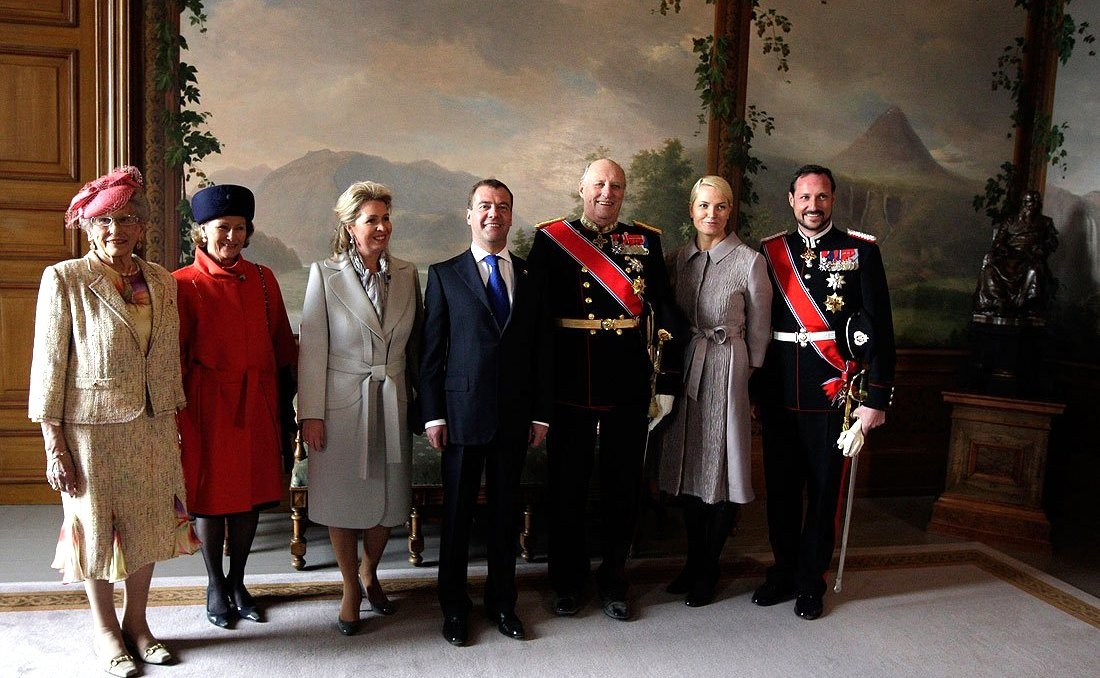
Astrid, a sinistra, con alcuni membri della famiglia reale, Dmitrij Medvedev e la moglie Svetlana, nel 2010

La principessa Astrid non ha mai fatto parte della linea di successione al trono di Norvegia, poiché al tempo della sua nascita la Costituzione norvegese non contemplava la successione femminile.
Tuttavia, essendo pronipote di Edoardo VII del Regno Unito attraverso la nonna Maud, fa parte della linea di successione al trono britannico. Dal 2022 vi ricopre all'incirca la 99ª posizione.

## Patrocini
Astrid detiene dal 1954, anno del decesso di sua madre, l'alto patronato sulla Norwegian Women's Sanitation Association. È anche patrona di altre organizzazioni, sulla maggior parte delle quali il patrocinio è concesso per cinque anni.
Le associazioni su cui è patrona permanente sono le seguenti:
- Associazione per i Pazienti con Dolore Cronico;
- Inner Wheel Norway;
- Casa KFUJ di Londra;
- Dissimilis Norge;
- Associazione norvegese per la dislessia;
- Associazione norvegese delle donne e della famiglia;
- Norges Lotteforbund;
- Norsk TotalforsvarsForum;
- Associazione artistica di Oslo;
- Fondazione 3.14;
- Orchestra Sinfonica di Trondheim.

## Discendenza

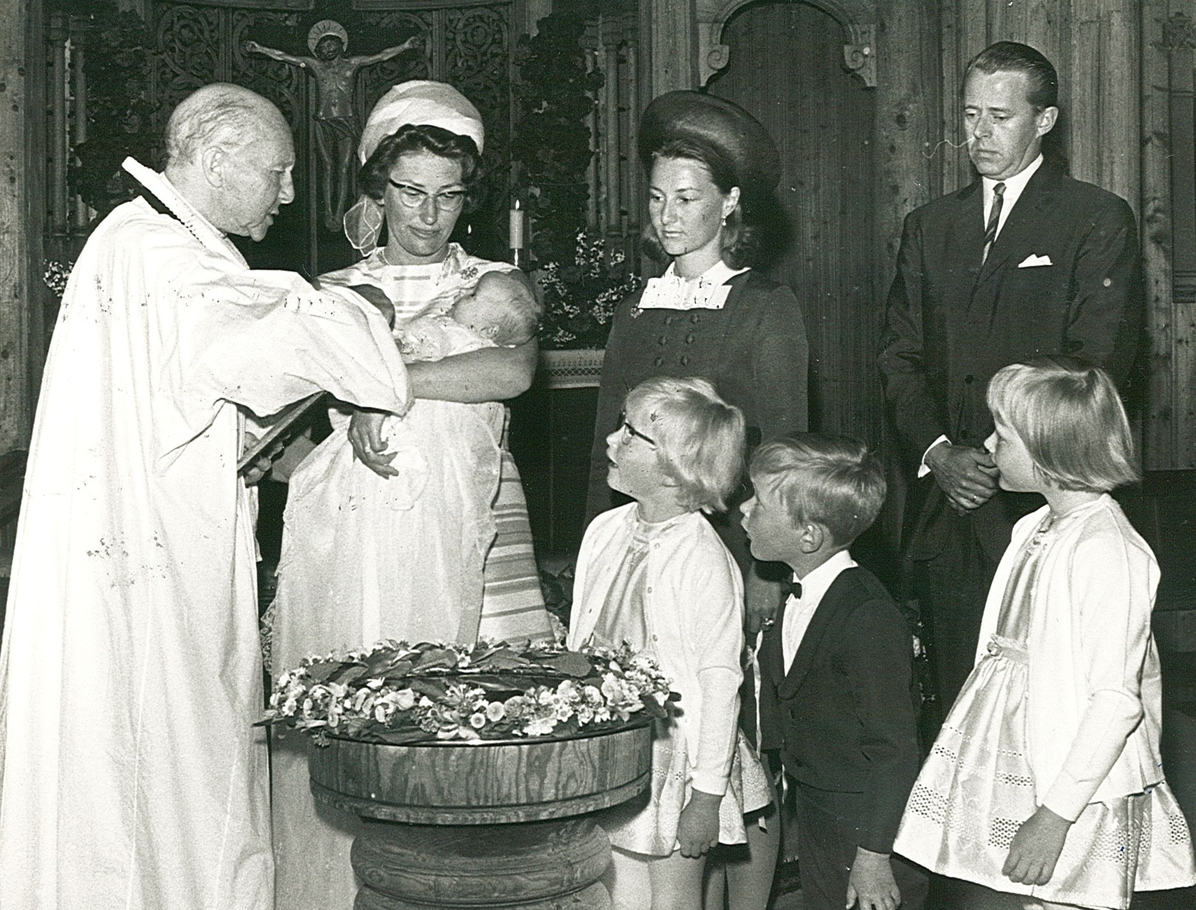
Astrid durante il battesimo della figlia Elisabeth a Holmenkollen, nel 1969

Astrid e Johan Martin hanno avuto cinque figli:
- Cathrine Ferner (Oslo, 22 luglio 1962), ha sposato nel 1989 Arild Johansen da cui ha avuto due figli;
- Benedikte Ferner (Oslo, 27 settembre 1963), che ha sposato prima nel 1994 Rolf Woods, da cui ha divorziato nel 1998, poi Mons Einar Stange;
- Alexander Ferner (Oslo, 15 marzo 1965), che ha sposato nel 1996 Margrét Gudmundsdóttir;
- Elisabeth Ferner (Oslo, 30 marzo 1969), che ha sposato nel 1992 Tom Folke Beckmann;
- Carl-Christian Ferner (Oslo, 22 ottobre 1972).

## Titoli e trattamento
- 12 febbraio 1932 - 12 gennaio 1961: Sua Altezza Reale, la principessa Astrid di Norvegia
- 12 gennaio 1961 - attuale: Sua Altezza, la principessa Astrid, signora Ferner[1]

## Ascendenza
|                        |                    |                             | Genitori                          |  |  | Nonni |  |  | Bisnonni                   |  |  | Trisnonni                 |  |
|                        |                    |                             |                                   |  |  |       |  |  | Federico VIII di Danimarca |  |  | Cristiano IX di Danimarca |  |
|                        |                    |                             |                                   |  |  |       |  |  | Federico VIII di Danimarca |  |  | Cristiano IX di Danimarca |  |
|                        |                    | Luisa d'Assia-Kassel        |                                   |  |  |       |  |  | Federico VIII di Danimarca |  |  |                           |  |
| Haakon VII di Norvegia |                    |                             |                                   |  |  |       |  |  | Federico VIII di Danimarca |  |  |                           |  |
|                        |                    | Luisa di Svezia             | Carlo XV di Svezia                |  |  |       |  |  |                            |  |  |                           |  |
|                        |                    | Luisa di Svezia             | Carlo XV di Svezia                |  |  |       |  |  |                            |  |  |                           |  |
|                        |                    | Luisa di Svezia             | Luisa dei Paesi Bassi             |  |  |       |  |  |                            |  |  |                           |  |
| Olav V di Norvegia     |                    | Luisa di Svezia             |                                   |  |  |       |  |  |                            |  |  |                           |  |
|                        |                    | Edoardo VII del Regno Unito | Alberto di Sassonia-Coburgo-Gotha |  |  |       |  |  |                            |  |  |                           |  |
|                        |                    | Edoardo VII del Regno Unito | Alberto di Sassonia-Coburgo-Gotha |  |  |       |  |  |                            |  |  |                           |  |
|                        |                    | Edoardo VII del Regno Unito | Vittoria del Regno Unito          |  |  |       |  |  |                            |  |  |                           |  |
| Maud di Gran Bretagna  |                    | Edoardo VII del Regno Unito |                                   |  |  |       |  |  |                            |  |  |                           |  |
|                        |                    | Alessandra di Danimarca     | Cristiano IX di Danimarca         |  |  |       |  |  |                            |  |  |                           |  |
|                        |                    | Alessandra di Danimarca     | Cristiano IX di Danimarca         |  |  |       |  |  |                            |  |  |                           |  |
|                        |                    | Alessandra di Danimarca     | Luisa d'Assia-Kassel              |  |  |       |  |  |                            |  |  |                           |  |
| Astrid di Norvegia     |                    | Alessandra di Danimarca     |                                   |  |  |       |  |  |                            |  |  |                           |  |
|                        | Oscar II di Svezia | Oscar I di Svezia           |                                   |  |  |       |  |  |                            |  |  |                           |  |
|                        | Oscar II di Svezia | Oscar I di Svezia           |                                   |  |  |       |  |  |                            |  |  |                           |  |
|                        | Oscar II di Svezia | Giuseppina di Leuchtenberg  |                                   |  |  |       |  |  |                            |  |  |                           |  |
| Carlo di Svezia        | Oscar II di Svezia |                             |                                   |  |  |       |  |  |                            |  |  |                           |  |
|                        |                    | Sofia di Nassau             | Guglielmo di Nassau               |  |  |       |  |  |                            |  |  |                           |  |
|                        |                    | Sofia di Nassau             | Guglielmo di Nassau               |  |  |       |  |  |                            |  |  |                           |  |
|                        |                    | Sofia di Nassau             | Paolina di Württemberg            |  |  |       |  |  |                            |  |  |                           |  |
| Marta Sofia di Svezia  |                    | Sofia di Nassau             |                                   |  |  |       |  |  |                            |  |  |                           |  |
|                        |                    | Federico VIII di Danimarca  | Cristiano IX di Danimarca         |  |  |       |  |  |                            |  |  |                           |  |
|                        |                    | Federico VIII di Danimarca  | Cristiano IX di Danimarca         |  |  |       |  |  |                            |  |  |                           |  |
|                        |                    | Federico VIII di Danimarca  | Luisa d'Assia-Kassel              |  |  |       |  |  |                            |  |  |                           |  |
| Ingeborg di Danimarca  |                    | Federico VIII di Danimarca  |                                   |  |  |       |  |  |                            |  |  |                           |  |
|                        |                    | Luisa di Svezia             | Carlo XV di Svezia                |  |  |       |  |  |                            |  |  |                           |  |
|                        |                    | Luisa di Svezia             | Carlo XV di Svezia                |  |  |       |  |  |                            |  |  |                           |  |
|                        |                    | Luisa di Svezia             | Luisa dei Paesi Bassi             |  |  |       |  |  |                            |  |  |                           |  |
|                        |                    | Luisa di Svezia             |                                   |  |  |       |  |  |                            |  |  |                           |  |